# Saunja, Harjumaa
Saunja är en by (estniska: küla) i Kuusalu kommun i landskapet Harjumaa i norra Estland.